# Osvaldo Abreu
Osvaldo Abreu est un homme politique santoméen, membre du Mouvement pour la libération de Sao Tomé-et-Principe – Parti social-démocrate. Il est ministre à l'Infrastructure et à l'Environnement du XVe gouvernement constitutionnel (jusqu'en janvier 2014), et du XVIIe (de 2018 à 2022).

## Biographie
Osvaldo Abreu est nommé le 30 juin 2018 vice-président du Mouvement pour la libération de Sao Tomé-et-Principe – Parti social-démocrate.